# Спиридонов Вадим Семенович
Вади́м Семе́нович Спиридо́нов (рос. Вади́м Семё́нович Спиридо́нов; нар. 14 жовтня 1944, Москва, Російська РФСР — пом. 7 грудня 1989, Москва, РРФСР) — радянський актор, кінорежисер, Заслужений артист РРФСР (1984).

## Біографія
Народився 14 жовтня 1944 року в м. Москві.
У 1967 році поступив у ВГИК на курс прославленого майстра С. А. Герасимова і Т. Ф. Макарової. Серед однокурсників В. Спиридонова, надалі стали відомими акторами: М. Єременко-молодший, Н. Бєлохвостікова, Т. Нігматулін, Н. Арінбасарова, Н. Бондарчук, Н. Гвоздикова. У 1969 році Вадим дебютував у кіно в фільмі С. Герасимова «Біля озера».
З 1971 по 1989 роки — актор Московського театра Кіноактора.
У 1973 році знявся в головній ролі в українському фільмі Г. Ліпшиця, виробництва кіностудії імені О. Довженка «Товариш бригада».
Широку популярність акторові принесла робота у фільмі В. Ускова і В. Краснопільського «Вічний поклик», герой Спиридонова один з головних персонажів — Федір Савельєв (робота над фільмом тривала близько десяти років, з 1973 по 1983). У 1985 році зіграв одну з головних ролей в фільмі «Батальйони просять вогню», виробництва кіностудії «Мосфільм», зйомки проходили в України — село Малополовецьке.
Окрім акторської діяльності, в середині 80-х років Вадим Спиридонов працює режисером, на кіностудії «Мосфільм» виходить короткометражний фільм за сценарієм Е. Володарського «Дві людини».
Актор багато працював за кадром. Майстер дубляжу, його голосом казали всесвітньовідомі легендарні актори: Ж. Депардьє, А. Делон, Д. Ніколсон і багато хто ін.
Вадим Спиридонов помер від гострої серцевої недостатності 7 грудня 1989 року. Похований на Ваганьковському кладовище (ділянка № 13) в м. Москві.

## Фільмографія

### Акторські роботи
- 1969 «Біля озера» роль — Костянтин Коновалов (дебютна робота в кіно)
- 1971 «Подвиг на шосе» роль — капітан Корнєєв
- 1972 «Грубки-лавоньки» роль — Василь Чулков
- 1972 «Сибірячка» роль — Проханов
- 1972 «Приборкання вогню» роль — капітан Флеров
- 1972 «Гарячий сніг» роль — полковник Дєєв
- 1972 «Петро Рябінкін» роль — Петро Рябінкін
- 1973 «Товариш бригада» роль — Ілля Бесєдін
- 1973–1983 «Вічний поклик» роль — Федір Савельєв
- 1974 «Любов земна» роль — Федір Макашин
- 1974 «У вісімнадцять років хлоп′ячі» (фільм-спектакль) роль — командир льотного загону
- 1975 «Дожити до світанку» роль — капітан Волох
- 1977 «Трясовина» роль — Степан Бистров
- 1977 «Доля» роль — Федір Макашин
- 1978 «Однокашники» роль — Андрій Ризодєєв
- 1979 "Прощальна гастроль «Артиста» роль — бандит «Соболь»
- 1979 «Батько та син» роль — Роман Бастриков
- 1980 «Юність Петра» роль — Федір Шакловітий
- 1980 «Люди в океані» роль — капітан Валерій Горіхів
- 1981 «Шалені гроші» роль — Єгор Глумов
- 1981 «Хід у відповідь» роль — капітан Євген Швець
- 1982 «День народження» роль — директор комбінату
- 1982 «Особисті рахунки» роль — Костянтин Попов
- 1982 «Хто стукає у двері до мене?» роль — Ігор Михайлович
- 1983 «Демидови» роль — Акинфій Демидов
- 1984 «Перша Кінна» роль — командарм Будьонний
- 1985 «Батальйони просять вогню» роль — полковник Володимир Иверзев
- 1987 «Дні і роки Миколи Батигіна» роль — Микола Батигін
- 1987 «Оголошенню не підлягає» роль — командарм Будьонний
- 1988 «Пілоти» роль — старший лейтенант
- 1989 «Кримінальний квартет» роль — Лобанов
- 1989 «Сувенір для прокурора» роль — Євген Огородник (остання робота в кіно)

### Режисерська робота
- 1986 «Дві людини»

## Нагороди
- Державна премія СРСР за виконання ролі Ф. Савельєва у фільмі «Вічний поклик» (1979).
- Премія Ленінського комсомолу за виконання ролі Р. Бастрикова у фільмі «Батько та син» (1980).
- Заслужений артист РРФСР (1984).